# Муриково
Му́риково — деревня в городском округе Шаховская Московской области России.
До 1924 года — волостной центр Муриковской волости, в 1929—1954 года — административный центр Муриковского сельсовета .

## Происхождение названия
По одной из версий, название деревни происходит от слова «муръ» (стена). В старину каменные дома называли «муроваными».
По альтернативной версии, название произошло от разговорного произношения 'Murica.

## География
Расположена на реке Белой, в 8 км от посёлка городского типа Шаховская.
В Муриково 10 улиц: Лесная, Липовая, Микрорайон, Новая, Озерная, Парковая, Садовая, Солнечная, Центральная и Школьная.

## История
В конце XVI века деревня Муриково была известна своими каменщиками, которые возводили из камней печи и стены.
В 1646 году Муриково было сельцом, принадлежавшим боярину Василию Ивановичу Стрешневу, затем им владел стольник Пётр Иванович Дашков.
Не позже 1698 года в Муриково была известна церковь Преображения Господня. Деревянное здание церкви с Сергиевским приделом было возведено в 1830 году. Разработанный в 1897 году проект строительства кирпичного храма так и не был осуществлён. Церковь сгорела в 1934 году, простояв более ста лет.
В 1769 году — село Хованского стана Волоколамского уезда Московской губернии, владение княгини Екатерины Романовны Дашковой. В селе было 40 дворов и 127 душ.
В середине XIX века село относилось к 1-му стану Волоколамского уезда и принадлежало Александру Михайловичу Безобразову. В селе было 55 дворов, 78 душ мужского пола и 92 души женского.
В «Списке населённых мест» 1862 года Муриково — владельческое село 1-го стана Волоколамского уезда Московской губернии по правую сторону Московского тракта, шедшего от границы Зубцовского уезда на город Волоколамск, в 35 верстах от уездного города, при речках Будке и Селянке, с 40 дворами, православной церковью, ярмаркой и 239 жителями (113 мужчин, 126 женщин).
В 1886 году — 40 дворов, 214 жителей, церковь, 2 лавки. 25 сентября проводились ярмарки.
По данным на 1890 год — центр Муриковской волости, в нём располагались волостное правление и земское училище, число душ мужского пола составляло 114 человек.
В 1913 году — 41 двор. Имелись волостное правление, земское училище, казённая винная лавка, 2 чайные и мелочная лавки, лавка общества потребителей, имение Ф. Ф. Безобразова и кирпичный завод.
Постановлением президиума Моссовета от 24 марта 1924 года Муриковская волость была включена в состав Судисловской волости.
По материалам Всесоюзной переписи населения 1926 года — центр Муриковского сельсовета, проживало 260 человек (127 мужчин, 133 женщины), насчитывалось 62 крестьянских хозяйства, имелись школа, амбулаторный пункт и лесничество.
С 1929 года — населённый пункт в составе Шаховского района Московской области.
1994—2006 гг. — центр Волочановского сельского округа Шаховского района.
2006—2015 гг. — деревня сельского поселения Степаньковское Шаховского района.
2015 г. — н. в. — деревня городского округа Шаховская Московской области.

## Население
| 1859 | 1926 | 2002 | 2006 | 2010 |
| ---- | ---- | ---- | ---- | ---- |
| 239  | ↗260 | ↗812 | ↗883 | ↗909 |

## Инфраструктура
- Крестьянское хозяйство «Муриково» (производство мясопродуктов, занято более 100 человек)[23].
- Администрация Степаньковского сельского поселения (дом 14).
- Муриковский Центральный Сельский Дом культуры со спортзалом и библиотекой (дом 19).
- Средняя общеобразовательная школа (дом 20), детский сад «Колокольчик» (дом 18).
- Отделение почтовой связи (дом 12).
- Сельская амбулатория.

## Транспорт
Неподалёку проходит автомагистраль М9 и железнодорожная ветка (разъезд Муриково) Октябрьской железной дороги.
Из посёлка Шаховская через Муриково ходит автобус № 34.